# Gerard Bosch van Drakestein
Gerard Dagobert Hendrik Bosch van Drakestein (Malines, 24 luglio 1887 – L'Aia, 20 marzo 1972) è stato un pistard olandese.

## Palmarès

### Olimpiadi
- Argento a Amsterdam 1928 nel chilometro a cronometro.
- Bronzo a Parigi 1924 nel tandem.